# Клара Хитлер
Клара Пелцл (Спитал, 12. август 1860 — Линц, 21. децембар 1907) или Клара Хитлер била је мајка Адолфа Хитлера.
Рођена је 12. августа 1860. Била је ћерка Јохана Пулцла и Јохане Хидлер.
Њен муж је био Алојз Хитлер, имали су синове Адолфа, Едмунда, Густава, Отоа и ћерку Паулу.
Умрла је 21. децембра 1907, у Линцу.